# 와글와글 꼬꼬맘
《와글와글 꼬꼬맘》(영어: Kokomom, 일본어: コケッコーさん 고켓코 상[*] → 꼬끼오 씨)은 대한민국의 지앤지 엔터테인먼트와 일본의 젠코(Genco)가 공동으로 제작한 텔레비전 애니메이션이다. 각기 다른 개성을 가지고 태어난 열 마리의 병아리를 키우는 초보 엄마 꼬꼬맘의 육아일기를 다루었다.

## 방송 시간
| 채널        | 방송일                             | 방송 시간                               |
| ----------- | ---------------------------------- | --------------------------------------- |
| KBS 2TV     | 2009년 11월 18일 ~ 2010년 4월 28일 | 수요일 오후 4시 40분 ~ 5시 10분         |
| KBS 2TV     | 2010년 5월 12일 ~ 2010년 5월 19일  | 수요일 오후 3시 5분 ~ 3시 35분          |
| KBS 2TV     | 2011년 3월 31일 ~ 2011년 5월 11일  | 월요일 ~ 금요일 오후 3시 5분 ~ 3시 35분 |
| KBS 2TV     | 2013년 2월 19일 ~ 2013년 4월 3일   | 월요일 ~ 목요일 오후 4시 ~ 4시 30분     |
| 패밀리 극장 | 2009년 12월 6일 ~ 2010년 6월 27일  | 일요일 오후 6시 30분 ~ 7시              |

## 성우
- 정미숙 : 꼬꼬맘 / 꼬꼬봇
- 故김일 : 꼬끼오 / 재미 / 집배원 아저씨 / 경찰 아저씨 / 냐옹맨 / 할아버지
- 서지연 : 탐정이 / 인형이 / 미미 선생님
- 이용신 : 모자 / 노래 / 상냥이 / 코끼리 조교
- 안영아 : 그림이 / 영웅이 / 쑝쑝
- 김현심 : 붕붕이 / 잠보 / 수다 / 돈돈 부인
- 홍범기 : 흥미 / 루돌프 아저씨 / 장난 / 꾸꾸 / 하마 선생님 / 개구리 / 도둑너구리
- 주재규 : 돈돈 씨 / 뿌뿌 / 고철 박사

## 제작진
- 제작 총괄 : 김경애
- 애니메이션 프로듀서 : 박효종, 이현지, 박진선, 이영조, 지요코 히로와타리
- 제작 투자 : 지앤지 엔터테인먼트, 젠코, 도호쿠신샤[3]
- 제작 진행 : 장선경, 박봉호, 김월매, 민병군, 정관경, 김림호
- 라이선싱 사업 : 이상균, 김윤중, 용미경
- 사업 협력 : 지 앤 지 디렉션, 포포로 스튜디오
- 해외 사업 담당 : 폴 김
- 사업 관리 : 권오만
- 그래픽 디자인 : 박광준, 정영길, 정다정
- 시나리오 : 후지이 세이도
- 스토리 보드 : 지엔지 디렉션
- 캐릭터 디자인 : 이성수
- 배경 디자인 : 정한나, 최재완
- 모델링 · 맵핑 : 정인경, 정미미, 최희석, 김연승, 김인
- 모델링 세팅 : 박혜원
- 애니메이션 : 김근모, 곽기민, 공기헌, 진이, 정종보, 리우잉, 공롱, 멍샤오강, 천준윤, 장메이후이, 저우광유
- 라이팅 · 렌더링 : 김병수, 김대진, 장상영, 이란, 이용우, 노태환
- 효과 : 이건호
- 기술 감독 : 홍용표
- 합성 : 정주리, 김은희, 박영, 이관형
- 편집 : 남종현
- 제작 편집 : 정현수
- 컴퓨터 그래픽 : 김수영
- 번역 : 이선희
- 녹음 : 지지 사운드
- 더빙 · 믹스 다운 : 김희집, 최현주
- 연출 : 강민욱, 최지훈, 김재원
- 기획 : KBS
- 제작 : 지앤지 엔터테인먼트, 젠코
- 저작권 : 지앤지 엔터테인먼트, 젠코

## 방송 목록
| 회차       | 방송일           | 주제                   |
| ---------- | ---------------- | ---------------------- |
| 1화        | 2009년 11월 18일 | 꼬르륵 배고픈 병아리   |
| 1화        | 2009년 11월 18일 | 소중한 트로피          |
| 2화        | 11월 25일        | 엄마 돕기 대작전       |
| 2화        | 11월 25일        | 알록달록 페인트 칠     |
| 3화        | 12월 2일         | 새근새근 그림책        |
| 3화        | 12월 2일         | 다 함께 정리정돈       |
| 4화        | 12월 9일         | 병아리들의 비밀 작전   |
| 4화        | 12월 9일         | 마당에서의 하루        |
| 5화        | 12월 16일        | 사랑해요 꼬옥          |
| 5화        | 12월 16일        | 비 님 어서 오세요      |
| 6화        | 12월 23일        | 방가방가 어린이집      |
| 6화        | 12월 23일        | 두근두근 보물택배      |
| 7화        | 12월 30일        | 음악 가족 돈돈 패밀리  |
| 7화        | 12월 30일        | 엄마가 되고 싶어       |
| 8화        | 2010년 1월 6일   | 예방주사는 무서워      |
| 8화        | 2010년 1월 6일   | 숫자를 세어보아요      |
| 9화        | 1월 13일         | 힘내세요 꼬꼬맘        |
| 9화        | 1월 13일         | 이상한 손님            |
| 10화       | 1월 20일         | 발명왕 고철박사        |
| 10화       | 1월 20일         | 내가 잘하는 것         |
| 11화       | 1월 27일         | 바다에 가자            |
| 11화       | 1월 27일         | 솔직하게 사과해요      |
| 12화       | 2월 3일          | 즐거운 산책길          |
| 12화       | 2월 3일          | 코코의 신기한 하루     |
| 13화       | 2월 10일         | 낮잠 잘 시간이에요     |
| 13화       | 2월 10일         | 엄마는 명탐정          |
| 14화       | 2월 17일         | 망원경은 재미 있어     |
| 14화       | 2월 17일         | 박사님 우리의 박사님   |
| 15화       | 2월 24일         | 엄마는 나만 미워해     |
| 15화       | 2월 24일         | 모두 함께 연주회       |
| 16화       | 3월 3일          | 길고 긴 실 전화        |
| 16화       | 3월 3일          | 높이 높이 날아라       |
| 17화       | 3월 10일         | 영웅의 마을 순찰       |
| 17화       | 3월 10일         | 신나는 채소 파티       |
| 18화       | 3월 17일         | 엄마의 다이어트        |
| 18화       | 3월 17일         | 아빠의 가방은 어디에?  |
| 19화       | 3월 24일         | 동글동글 도토리 줍기   |
| 19화       | 3월 24일         | 엄마의 고깔모자        |
| 20화       | 3월 31일         | 두근두근 재롱잔치      |
| 20화       | 3월 31일         | 큰소리로 인사해요      |
| 21화       | 4월 7일          | TV가 나오지 않아       |
| 21화       | 4월 7일          | 무슨 소리일까          |
| 22화       | 4월 14일         | 작은 생명              |
| 22화       | 4월 14일         | 또 하나의 엄마         |
| 23화       | 4월 21일         | 너다운 게 제일 예뻐    |
| 23화       | 4월 21일         | 영차 영차 당겨요       |
| 24화       | 4월 28일         | 그림 그리기는 재미있어 |
| 24화       | 4월 28일         | 충치벌레는 무서워      |
| 25화       | 5월 12일         | 언제나 함께 목도리     |
| 25화       | 5월 12일         | 하마선생님의 연주회    |
| 최종화(26) | 5월 19일         | 보물 찾기 대작전       |
| 최종화(26) | 5월 19일         | 우리 마을 사진전       |